# Sirosoma maquilinga
Sirosoma maquilinga är en insektsart som beskrevs av Mcatee 1933. Sirosoma maquilinga ingår i släktet Sirosoma och familjen dvärgstritar. Inga underarter finns listade i Catalogue of Life.